# L'Entrée du Grand Canal, Venise
L'Entrée du Grand Canal, Venise est un tableau réalisé par le peintre italien Canaletto vers 1730. De format horizontal, cette huile sur toile est un paysage urbain qui représente le Grand Canal, à Venise. La composition est rendue remarquable par le contraste entre l'animation des gondoles s'agitant au premier plan et la sévère domination des constructions fuyant avec la perspective sur les deux rives : des palais à droite et la basilique Santa Maria della Salute dans  le tiers gauche de l'image. Don de Sarah Campbell Blaffer en 1955, l'œuvre est conservée au musée des Beaux-Arts de Houston, à Houston, au Texas, dans le Sud des États-Unis.